# Jay McCarthy
Jay McCarthy né le 8 septembre 1992 à Maryborough (Queensland, Australie) est un coureur cycliste australien. Considéré comme un puncheur rapide au sprint, il a notamment remporté la Cadel Evans Great Ocean Road Race en 2018, ainsi qu'une étape du Tour Down Under 2016 et du Tour du Pays basque 2018.

## Biographie
Jay McCarthy s'illustre dès les catégories de jeune. Chez les juniors (moins de 19 ans), il termine septième du championnat du monde 2009. En 2010, il est champion d'Australie sur route juniors et remporte la médaille d'argent dans le contre-la-montre individuel et le bronze sur le critérium. Aux championnats du monde juniors de 2010, il termine deuxième de la course en ligne derrière le Français Olivier Le Gac. Lors des Jeux olympiques de la jeunesse à Singapour, il remporte la médaille d'argent du contre-la-montre individuel.
Pour la saison 2011, McCarthy signe un contrat avec l'équipe continentale australienne Jayco-AIS, qui regroupe des coureurs espoirs (moins de 23 ans). Il se classe troisième du championnat d'Australie du contre-la-montre espoirs et remporte une étape du Tour de Thuringe, qu'il termine quatrième au général.
En janvier 2012, il est sélectionné au sein de l'équipe nationale australienne pour participer au Tour Down Under. Cette même année, il gagne après une tentative d'échappée réussie, une étape et le général de la New Zealand Cycle Classic. Il s'agit de sa première victoire sur course internationale par étapes. Plus tard dans la saison, il obtient son premier succès en Europe, en s'adjugeant le  Trofeo Banca Popolare di Vicenza. Il gagne également une étape de Toscane-Terre de cyclisme, du Tour de Bretagne et le prologue du Tour de l'Avenir. Il termine troisième au classement individuel de l'UCI Oceania Tour 2012.
Ses bonnes performances lui permettent de signer en 2013 un contrat de deux ans au sein de l'équipe World Tour Saxo-Tinkoff. Il court pour la première fois avec ses nouvelles couleurs en Australie lors du Tour Down Under. Il dispute son premier grand tour lors du Tour d'Italie 2014 et termine 91e au général. L'année suivante, il est notamment troisième du Tour de Turquie. Le contrat le liant à Tinkoff-Saxo est prolongé en août 2015. En 2016, il remporte la deuxième étape du Tour Down Under en réglant au sprint l'Italien Diego Ulissi, et revêt le maillot de leader pendant une journée. Il termine finalement l'épreuve quatrième et meilleur jeune. 
En 2017, il signe un contrat en faveur de l'équipe allemande Bora-Hansgrohe. Au départ de la dernière étape du Tour Down Under 2017, il est quatrième du général à trois secondes de Nathan Haas, mais réussit à refaire son retard grâce aux bonifications et à l'aide de Peter Sagan. Il termine finalement troisième de la course, son premier podium sur une course UCI World Tour.
En janvier 2018, sous 40 degrés, il devient le premier Australien à remporter la Cadel Evans Great Ocean Race, une course World Tour organisée en Australie. Il s'impose au sprint. Trois mois plus tard, il gagne au sprint la 3e étape du Tour du Pays basque. En 2019, il se classe huitième de la Cadel Evans Great Ocean Road Race, puis sixième l'année suivante.
En 2020, il abandonne lors de la 7e étape du Tour d'Espagne en raison d'une chute spectaculaire qui scelle également sa fin de la saison. Plusieurs semaines plus tard, il est opéré au genou dans un hôpital spécialisé en Allemagne. Non conservé par l'équipe Bora-Hansgrohe, il se retrouve sans équipe en 2021.

## Palmarès et classements mondiaux

### Palmarès amateur
| - 2009 - 7e du championnat du monde sur route juniors - 2010 - Champion d'Australie sur route juniors - Tre Giorni Orobica : - Classement général - 1re étape - 2e du championnat d'Australie du contre-la-montre juniors - 2e du Grand Prix Général Patton - 2e du championnat du monde sur route juniors - 2e du contre-la-montre des Jeux olympiques de la jeunesse - 5e du championnat du monde du contre-la-montre juniors - 2011 - 1re et 2e (contre-la-montre par équipe) étapes du Tour de Thuringe - 3e du championnat d'Australie du contre-la-montre espoirs | - 2012 - New Zealand Cycle Classic : - Classement général - 2e étape - Trofeo Banca Popolare di Vicenza - 4e étape de Toscane-Terre de cyclisme - 6e étape du Tour de Bretagne - Prologue du Tour de l'Avenir - 9e étape du Tour de Tasmanie - 2e du championnat d'Australie du critérium espoirs - 2e du Gran Premio Capodarco - 3e de l'UCI Oceania Tour |  |

### Palmarès professionnel
| - 2015 - 3e du Tour de Turquie - 2016 - 2e étape du Tour Down Under - 5e étape du Tour de Croatie (contre-la-montre par équipes) - 4e du Tour Down Under - 2017 - 3e du Tour Down Under - 9e de la Cadel Evans Great Ocean Race | - 2018 - Cadel Evans Great Ocean Race - 3e étape du Tour du Pays basque - 2e du championnat d'Australie sur route - 2019 - 8e de la Cadel Evans Great Ocean Road Race - 2020 - 6e de la Cadel Evans Great Ocean Road Race |  |

### Résultats sur les grands tours

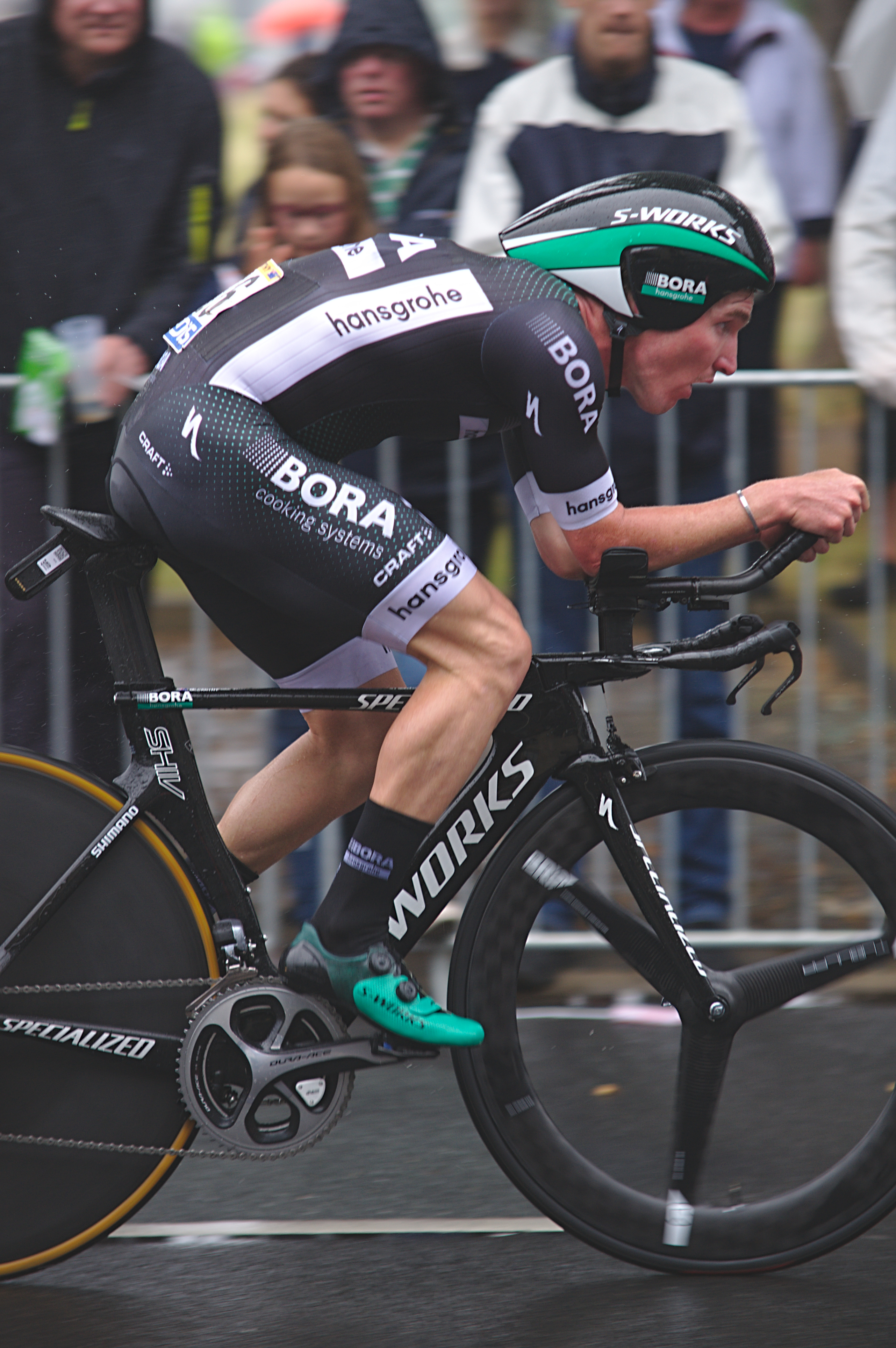
Jay McCarthy lors du Tour de France 2017.

#### Tour de France
1 participation
- 2017 : 94e

#### Tour d'Italie
3 participations
- 2014 : 91e
- 2016 : 88e
- 2019 : 62e

#### Tour d'Espagne
3 participations
- 2015 : 66e
- 2018 : 91e
- 2020 : abandon (7e étape)

### Classements mondiaux
| Année                                 | 2011 | 2012 | 2013 | 2014 | 2015 | 2016 | 2017 | 2018 | 2019 | 2020 |
| ------------------------------------- | ---- | ---- | ---- | ---- | ---- | ---- | ---- | ---- | ---- | ---- |
| UCI World Tour                        |      |      | nc   | 183e | nc   | 73e  | 80e  | 83e  |      |      |
| Classement mondial                    |      |      |      |      |      | 169e | 132e | 131e | 377e | 235e |
| UCI Europe Tour                       | 378e | 70e  |      |      |      | 940e | nc   | 999e |      |      |
| UCI Oceania Tour                      | nc   | 3e   |      |      |      | 53e  | nc   | 17e  | 18e  | 17e  |
|                                       |      |      |      |      |      |      |      |      |      |      |
| Légende : nc = non classéSource : UCI |      |      |      |      |      |      |      |      |      |      |